# The Lizzie McGuire Movie (trilha sonora)
The Lizzie McGuire Movie é uma trilha sonora do filme do mesmo nome lançada em 22 de abril de 2003 pela Walt Disney Records.

## Faixas
| N.º            | Título                                      | Compositor(es)                                                   | Artista                   | Duração |  |
| 1.             | "Why Not"                                   | Charlie Midnight Matthew Gerrard                                 | Hilary Duff               | 2:59    |  |
| 2.             | "The Tide Is High (Get the Feeling)"        | John Holt Garth Evans Howard Barrett Brian Padley Jermey Godfrey | Atomic Kitten             | 3:22    |  |
| 3.             | "All Around the World"                      | Samuel Hollander David Schammer Jill Cunniff                     | Cooler Kids               | 4:12    |  |
| 4.             | "What Dreams Are Made Of" (Ballad Version)  | Dean Pitchford Matthew Wilder                                    | Yani Gellman, Haylie Duff | 1:44    |  |
| 5.             | "Shining Star"                              | Maurice White Philip Bailey Larry Dunn                           | Jump5                     | 3:17    |  |
| 6.             | "Volare"                                    | Mitchell Parish Francesco Migliacci Domenico Modugno             | Vitamin C                 | 3:00    |  |
| 7.             | "Open Your Eyes (To Love)"                  | David Friedman                                                   | LMNT                      | 2:29    |  |
| 8.             | "You Make Me Feel Like a Star" (Lizzie Mix) | Candice Beu Christie Beu S. Peiken R. Neigher                    | The Beu Sisters           | 3:05    |  |
| 9.             | "Supermodel"                                | RuPaul Charles Jimmy Harry Lawrence Thom                         | Taylor Dayne              | 3:45    |  |
| 10.            | "What Dreams Are Made Of"                   | Pitchford Wilder                                                 | Hilary Duff               | 4:02    |  |
| 11.            | "On an Evening in Roma"                     | A. Taccani U. Bertini                                            | Dean Martin               | 2:24    |  |
| 12.            | "Girl in the Band"                          | Chico Bennett Midnight                                           | Haylie Duff               | 3:02    |  |
| 13.            | "Orchestral Suite"                          | Cliff Eidelman                                                   |                           | 7:31    |  |
| 14.            | "Why Not" (McMix)                           | Midnight Gerrard                                                 | Hilary Duff               | 2:50    |  |
| Duração total: | Duração total:                              | Duração total:                                                   | Duração total:            | 47:35   |  |

## Paradas musicais

### Desempenho
| Top (2003)                   | Melhor posição |
| ---------------------------- | -------------- |
| Australian Albums Chart      | 6              |
| Canadian Albums Chart        | 8              |
| Top (2004)                   | Melhor posição |
| US Billboard 200             | 6              |
| US Billboard Top Kid Audio   | 4              |
| US Billboard Top Soundtracks | 1              |

| País           | Associação | Certificação | Vendas    |
| -------------- | ---------- | ------------ | --------- |
| Estados Unidos | RIAA       | 2× Platina   | 2,000,000 |
| Canadá         | CRIA       | Platina      | 100,000   |